# Ono (powieść)
Ono – książka z 2003 roku napisana przez polską pisarkę i dziennikarkę Dorotę Terakowską.

## Fabuła
Powieść opowiada o dziewiętnastoletniej Ewie mieszkającej wraz z rodzicami i młodszą siostrą. Ewa została brutalnie zgwałcona, choć nie przyznała się do tego rodzinie. Gdy okazało się, że bohaterka jest w ciąży, postanowiła usunąć ciążę. Jednak po krótkim czasie nie decyduje się na ten krok. Postanawia swojemu dziecku wytłumaczyć brutalność świata.